# Lampasi Engking
Lampasi Engking is een bestuurslaag in het regentschap Aceh Besar van de provincie Atjeh, Indonesië. Lampasi Engking telt 1868 inwoners (volkstelling 2010).